# Ходж, Тристон
Тристон Ходж (англ. Triston Hodge; 9 октября 1994, Арима, Тринидад и Тобаго) — тринидадский футболист, защитник.

## Карьера
Воспитанник клуба «Дабл-Ю Коннекшн». В его составе он становился чемпионом страны. В 2016 году на правах аренды выступал за канадскую команду ЮСЛ «Торонто II». В декабре 2018 года Ходж отправился в аренду в новосозданный американский клуб Чемпионшипа ЮСЛ «Мемфис 901». В него защитник перешёл вместе со своими соотечественниками Дуэйном Макеттом и Лестоном Полом.
25 января 2021 года Ходж перешёл в клуб «Колорадо-Спрингс Суитчбакс». Дебютировал за «Суитчбакс» 12 июня в матче против «Эль-Пасо Локомотив», выйдя на замену во втором тайме. 28 августа в матче против «Остин Боулд» забил свой первый гол за «Суитчбакс». 30 ноября 2022 года «Колорадо-Спрингс Суитчбакс» объявил об уходе Ходжа.
19 декабря 2022 года Ходж подписал контракт с клубом «Хартфорд Атлетик». Дебютировал за «Хартфорд» 11 марта 2023 года в матче стартового тура сезона против «Монтерей-Бея». 30 января 2024 года Ходж перезаключил контракт с «Хартфорд Атлетик» на сезон 2024.

## Сборная
За сборную Тринидада и Тобаго Тристон Ходж дебютировал 19 марта 2016 года в товарищеском матче против Гренады, который завершился со счётом 2:2. С тех пор защитник регулярно вызывается в расположение национальной команды. Принимал участие в Золотых кубках КОНКАКАФ 2021 и 2023.

## Достижения

### Национальные
- Чемпион Тринидада и Тобаго (1): 2018
- Обладатель Кубка Тринидада и Тобаго (1): 2015/16

### Международные
- Финалист Карибского клубного чемпионата (1): 2015